# مطار بونريكي الدولي
مطار بونريكي الدولي (بالإنجليزية: Bonriki International Airport)(إياتا: TRW، إيكاو: NGTA) هو مطار دولي يخدم كيريباتي، ويقع في العاصمة جنوب تاراوا. يقع المطار على ارتفاع 9 أقدام (3 م) فوق مستوى سطح البحر. له مدرج واحد 09/27 مع سطح إسفلتي يبلغ 2011×41 مترًا (6598 قدمًا×135 قدمًا).

## شركات وخطوط الطيران
| شركـات طيـران     | الوجهات                                                                                |
| ----------------- | -------------------------------------------------------------------------------------- |
| Air Kiribati      | Abaiang، Abemama، Butaritari، Kuria، Maiana، Makin، Marakei، Nonouti، Tabiteuea North ‏ |
| خطوط فيجي الجوية  | مطار نادي الدولي                                                                       |
| خطوط ناورو الجوية | مطار بريزبان، مطار جزر مارشال الدولي، مطار ناورو الدولي، مطار بونبي الدولي ‏            |
| Solomon Airlines  | مطار هونيارا الدولي                                                                    |